# Malaxis boliviana
Malaxis boliviana là một loài thực vật có hoa trong họ Lan. Loài này được (Schltr.) Ames mô tả khoa học đầu tiên năm 1925.